# 1993年日本グランプリ (4輪)
1993年日本グランプリ (1993 Japanese Grand Prix) は、1993年F1世界選手権第15戦として1993年10月24日に鈴鹿サーキットで決勝レースが開催された。

## 概要
前戦ポルトガルGPで4度目のワールドチャンピオンを獲得したアラン・プロストは、このレースを含めて現役引退まで残り2戦となった。アイルトン・セナと因縁を残してきた鈴鹿を走るのも最後の機会となる。
全日本F3000選手権に参戦する鈴木利男とエディ・アーバインがスポット参戦でF1デビューすることになった。F3000で星野一義とチャンピオン争いを演じているアーバインは、コース内外のパフォーマンスによってF1でも注目を集めることになる。

## 予選

### 展開
プロストが今季13回目のポールポジションを獲得したが、5位までのタイム差が0.5秒以内という僅差の結果になった。セナが0.13秒差で開幕戦以来となるセカンドグリッドを獲得し、1990年以来、久々に両者が鈴鹿のフロントローに並んだ。前戦、マクラーレンでの初レースでセナの予選順位をしのいだミカ・ハッキネンは、セナに0.04秒差の3番グリッドを確保した。
ミハエル・シューマッハはマクラーレン勢に次ぐ4位。一時トップタイムを記録したゲルハルト・ベルガーが5位。デイモン・ヒルはアタック中にスピンして6位。アーバインは走り慣れた鈴鹿でチームメイトのルーベンス・バリチェロのタイムを上回り、8位という好位置からのスタートとなる。鈴木亜久里は9位、片山右京は13位、鈴木利男は23位となった。

### 結果
| 順位 | No | ドライバー                 | コンストラクター         | 1回目    | 2回目     |
| ---- | -- | -------------------------- | ------------------------ | -------- | --------- |
| 1    | 2  | アラン・プロスト           | ウィリアムズ・ルノー     | 1'38.587 | 1'37.154  |
| 2    | 8  | アイルトン・セナ           | マクラーレン・フォード   | 1'38.942 | 1'37.284  |
| 3    | 7  | ミカ・ハッキネン           | マクラーレン・フォード   | 1'38.813 | 1'37.326  |
| 4    | 5  | ミハエル・シューマッハ     | ベネトン・フォード       | 1'38.589 | 1'37.530  |
| 5    | 28 | ゲルハルト・ベルガー       | フェラーリ               | 1'39.024 | 1'37.622  |
| 6    | 0  | デイモン・ヒル             | ウィリアムズ・ルノー     | 1'38.979 | 1'38.352  |
| 7    | 9  | デレック・ワーウィック     | フットワーク・無限ホンダ | 1'41.086 | 1'38.780  |
| 8    | 15 | エディ・アーバイン         | ジョーダン・ハート       | 1'41.018 | 1'38.966  |
| 9    | 10 | 鈴木亜久里                 | フットワーク・無限ホンダ | 1'41.380 | 1'39.278  |
| 10   | 6  | リカルド・パトレーゼ       | ベネトン・フォード       | 1'40.748 | 1'39.291  |
| 11   | 30 | J.J.レート                 | ザウバー・イルモア       | 1'40.346 | 1'39.391  |
| 12   | 14 | ルーベンス・バリチェロ     | ジョーダン・ハート       | 1'41.624 | 1'39.426  |
| 13   | 3  | 片山右京                   | ティレル・ヤマハ         | 1'40.963 | 1'39.511  |
| 14   | 27 | ジャン・アレジ             | フェラーリ               | 1'39.535 | 2'44.132  |
| 15   | 25 | マーティン・ブランドル     | リジェ・ルノー           | 1'41.541 | 1'39.951  |
| 16   | 29 | カール・ヴェンドリンガー   | ザウバー・イルモア       | 1'41.367 | 1'40.153  |
| 17   | 26 | マーク・ブランデル         | リジェ・ルノー           | 1'41.278 | 1'40.696  |
| 18   | 4  | アンドレア・デ・チェザリス | ティレル・ヤマハ         | 1'41.480 | 1'40.696  |
| 19   | 12 | ジョニー・ハーバート       | ロータス・フォード       | 1'41.488 | 3'41.040  |
| 20   | 11 | ペドロ・ラミー             | ロータス・フォード       | 1'43.165 | 1'41.600  |
| 21   | 20 | エリック・コマス           | ラルース・ランボルギーニ | 1'43.483 | 1'41.769  |
| 22   | 24 | ピエルルイジ・マルティニ   | ミナルディ・フォード     | 1'42.388 | 1'41.989  |
| 23   | 19 | 鈴木利男                   | ラルース・ランボルギーニ | 1'44.562 | 1'42.175  |
| 24   | 23 | ジャン＝マルク・グーノン   | ミナルディ・フォード     | 1'46.782 | 1'43.812' |

## 決勝

### 展開

#### 通り雨の演出
プロストとセナの過去のフロントロー対決（1988年・1989年・1990年）は、いずれもポールシッターのセナがスタートで出遅れる展開だったが、今回は逆に予選2位のセナがプロストを抑えて1コーナーに飛び込んだ。セナは苦手としていた鈴鹿でのスタートでも決めるべく、フリー走行ではそれを想定したライン取りで走り込んでライン上の埃を払い落としていたのであった。ハッキネンに続いてベルガーがシューマッハを抜いて4位に上がり、2コーナーではアーバインがシューマッハとヒルをアウト側からかわして5位へジャンプアップした。
アーバインはシューマッハ、ヒル、鈴木亜久里に抜かれて8位に後退し、ベルガー、ヒル、シューマッハの4位争いが過熱する。11周目、ヒルがシケインでベルガーに仕掛けた際、後方のシューマッハと接触し、シューマッハはフロントサスペンションが壊れてリタイアした。
14周目、セナが最初のタイヤ交換のためピットインし、プロストがトップに立った。マクラーレンの2ストップ作戦に対して、プロストはワンストップの予定と戦略が分かれた。
スタート時は晴天だったものの、西の鈴鹿山脈から黒雲がサーキットを覆い、大粒の雨が降り始めた。ウェットコンディションを得意とするセナはピットインの遅れを挽回し、21周目にスプーンカーブ手前の200Rでプロストをかわした。両者はその周の終わりに、レインタイヤに交換するため同時にピットイン。セナはスムーズに作業を終えてピットアウトしたが、プロストはフロントタイヤの交換に手間取った上に、3位ハッキネンのピットインと重なったことで余分にタイムロスし、コース復帰時にはセナに大差をつけられた。ヒルもパンクでピットインしてから再びレインタイヤに交換しており、ウィリアムズは今季何度か見られたウェットレースでの混乱を再現してしまった。
鈴木亜久里は午前のウォームアップ走行で2番手タイムを記録し、決勝でも一時は5番手を走行していたが、レインタイヤ交換後にピット出口でスピン。29周目にも2コーナーで再びスピンしてリタイアとなった。片山右京もエンジンブローで27周目にストップした。

#### アーバインの蛮勇
雨は程なくしてあがり、再び日が差し始めた。コースは依然として濡れているが、レコードライン上は乾きつつあり、各車がドライタイヤに再交換するタイミングに差し掛かった。
1〜3位のセナ、プロスト、ハッキネンはそれぞれ単独走行となったが、4位以下はヒル、バリチェロ、デレック・ワーウィック、アーバインの接戦となる。トップのセナは周回遅れのヒルとアーバインに追いついたが、2台の激しいバトルに進路を阻まれた。一旦アーバインを抜いたものの、ヒルに詰まる間に再びアーバインに割り込まれるというシーンもあった。
41周目、ベルガーがエンジンブローでリタイア。46周目、高速ダンロップコーナーでリカルド・パトレーゼがスピンし、車体を大破させた。マクラーレンとウィリアムズの4台が上位を固める一方、フェラーリとベネトンのマシンは全滅となった。
49周目、シケインでアーバインがワーウィックに追突。アーバインが強引に6位をもぎとり、ワーウィックはリタイアに追いやられた（5周遅れの完走扱い）。
ファイナルラップ、クルージングに入ったセナをアーバインが追い抜いて同一周回に戻る。セナの後ろでゴールすればもう1周しなくても済んだが、アーバインに気にする素振りはない。
セナはプロストに11秒差をつけてチェッカーを受け、日本GP5年ぶり2回目の優勝を飾り、第6戦モナコGP以来となる今季4勝目を獲得した。マクラーレンのF1通算勝利数は103勝となり、フェラーリの最多勝記録に並んだ。チームメイトのハッキネンも3位初表彰台を獲得した。
4位ヒルに続いて、5位バリチェロは初入賞となった。デビュー戦6位入賞のアーバインとともに、F1ルーキー2名がジョーダンに今季初ポイントをもたらした。
同じく「F1ルーキー」となるベテラン鈴木利男は序盤にスピンを喫したものの、日本人ドライバーでは唯一の完走（12位）を果たした。

#### レース後の騒動
レース後、セレモニーなどを終えたセナは、エンジニアであるジョルジョ・アスカネッリと広報マネージャーであるノーマン・ハウエルとともにジョーダンチームの控え室に出向いた。セナはその場にいたアーバインに対し、周回遅れになる際素直に道を譲らず、ラップリーダーである自分を危険にさらしたと注意した。アーバインは自分のレースをしていただけで、マナー違反などしていないと言い返し、ワールドチャンピオンの警告を受け流した。セナはこの態度に激昂してアーバインの右側頭部を左手で払った。
テレビカメラのない密室での出来事だったため、この一件は「セナがアーバインを殴った」と報道され、しばしメディアを騒がせた（後に、このやり取りを録音した音声テープが公開された）。国際自動車連盟 (FIA) はアーバインを本部に召喚して事情聴取を行い、セナに対して6ヶ月の執行猶予つきで2戦出場停止処分を科した。
この件に関し、セナは「周回遅れのせいで本当に怖い思いをした。こんなのはプロじゃない」と語り、放送禁止用語を使うほど苛立っていた。

### 結果
| 順位 | No | ドライバー                 | チーム                   | 周回 | タイム/リタイア | グリッド | ポイント |
| ---- | -- | -------------------------- | ------------------------ | ---- | --------------- | -------- | -------- |
| 優勝 | 8  | アイルトン・セナ           | マクラーレン・フォード   | 53   | 1:40'27.912     | 2        | 10       |
| 2    | 2  | アラン・プロスト           | ウィリアムズ・ルノー     | 53   | +11.435         | 1        | 6        |
| 3    | 7  | ミカ・ハッキネン           | マクラーレン・フォード   | 53   | +26.129         | 3        | 4        |
| 4    | 0  | デイモン・ヒル             | ウィリアムズ・ルノー     | 53   | +1'23.538       | 6        | 3        |
| 5    | 14 | ルーベンス・バリチェロ     | ジョーダン・ハート       | 53   | +1'35.101       | 12       | 2        |
| 6    | 15 | エディ・アーバイン         | ジョーダン・ハート       | 53   | +1'46.421       | 8        | 1        |
| 7    | 26 | マーク・ブランデル         | リジェ・ルノー           | 52   | +1 Lap          | 17       |          |
| 8    | 30 | J.J.レート                 | ザウバー・イルモア       | 52   | +1 Lap          | 11       |          |
| 9    | 25 | マーティン・ブランドル     | リジェ・ルノー           | 51   | +2 Laps         | 15       |          |
| 10   | 24 | ピエルルイジ・マルティニ   | ミナルディ・フォード     | 51   | +2 Laps         | 22       |          |
| 11   | 12 | ジョニー・ハーバート       | ロータス・フォード       | 51   | +2 Laps         | 19       |          |
| 12   | 19 | 鈴木利男                   | ラルース・ランボルギーニ | 51   | +2 Laps         | 23       |          |
| 13   | 11 | ペドロ・ラミー             | ロータス・フォード       | 49   | +4 Laps         | 20       |          |
| 14   | 9  | デレック・ワーウィック     | フットワーク・無限ホンダ | 48   | +5 Laps         | 7        |          |
| Ret  | 6  | リカルド・パトレーゼ       | ベネトン・フォード       | 45   | スピン          | 10       |          |
| Ret  | 28 | ゲルハルト・ベルガー       | フェラーリ               | 40   | エンジン        | 5        |          |
| Ret  | 10 | 鈴木亜久里                 | フットワーク・無限ホンダ | 28   | スピン          | 9        |          |
| Ret  | 3  | 片山右京                   | ティレル・ヤマハ         | 26   | エンジン        | 13       |          |
| Ret  | 23 | ジャン＝マルク・グーノン   | ミナルディ・フォード     | 26   | 撤退*           | 24       |          |
| Ret  | 29 | カール・ヴェンドリンガー   | ザウバー・イルモア       | 25   | エンジン        | 16       |          |
| Ret  | 20 | エリック・コマス           | ラルース・ランボルギーニ | 17   | エンジン        | 21       |          |
| Ret  | 5  | ミハエル・シューマッハ     | ベネトン・フォード       | 10   | 接触            | 4        |          |
| Ret  | 27 | ジャン・アレジ             | フェラーリ               | 7    | エンジン        | 14       |          |
| Ret  | 4  | アンドレア・デ・チェザリス | ティレル・ヤマハ         | 0    | クラッシュ      | 18       |          |

- No.23はチームの指示により自主リタイア。